# Villa Cornelie
Villa Cornelie is een gemeentelijk monument aan de Kampstraat in Baarn in de provincie Utrecht. Het huis werd in 1906 gebouwd voor G. Dashorst.
Het huis staat op de hoek van de Kampstraat en de Eemnesserweg. Het witte pleisterwerk wordt onderbroken door stroken metselwerk. Het blok heeft een asymmetrische gevel. Boven elk van de serres is een balkon. Boven de vensters en deuren aan de voorzijde zijn bovenlichten met roedenverdeling aangebracht. Dit is een kenmerk voor de tijd waarin Cornelie werd gebouwd.